# Nymphomyiidae
Nymphomyiidaee zijn een familie uit de orde van de tweevleugeligen (Diptera), onderorde muggen (Nematocera). Wereldwijd omvat deze familie zo'n 1 geslacht en 8 soorten.